# فینلی، نیو ساوت ولز
فینلی (به انگلیسی: Finley) یک شهرک در استرالیا است که در نیو ساوت ولز واقع شده‌است.